# Clásica de Almería
Clásica de Almería je jednodenní cyklistický závod obvykle konaný v únoru nebo březnu v provincii Almería ve Španělsku. Závod začíná i končí v samotném centru provincie, městě Almería. Závod byl založen v roce 1986 a prvních 6 let se konal jako amatérský závod, až v roce 1992 se stal plně profesionální akcí. Od roku 2005 byl závod součástí UCI Europe Tour v kategorii 1.1 a v roce 2020 se stal součástí nové série UCI ProSeries, na úrovni 1.Pro.

## Seznam vítězů
| Rok  | Země               | Jezdec                       | Tým                                |
| ---- | ------------------ | ---------------------------- | ---------------------------------- |
| 1986 | Španělsko          | Miguel Ángel Martínez Torres | Španělsko (národní tým)            |
| 1987 | Španělsko          | Tomás Ortega                 | CAM                                |
| 1988 | Španělsko          | José Gonzáles                | Puertas Cerdán                     |
| 1989 | Španělsko          | José Bernabé                 | Plastimer                          |
| 1990 | Španělsko          | Bernardo Gonzáles            | CAM                                |
| 1991 | Španělsko          | Asier Guenetxea              | Kaiku                              |
| 1992 | Dánsko             | Kenneth Weltz                | ONCE                               |
| 1993 | Rusko              | Vjačeslav Jekimov            | Novemail–Histor                    |
| 1994 | Belgie             | Johan Capiot                 | TVM–Bison Kit                      |
| 1995 | Belgie             | Jean-Pierre Heynderickx      | Collstrop–Lystex                   |
| 1996 | Belgie             | Wilfried Nelissen            | Lotto–Isoglass                     |
| 1997 | Itálie             | Massimo Strazzer             | Roslotto–ZG Mobili                 |
| 1998 | Itálie             | Mario Traversoni             | Mercatone Uno–Bianchi              |
| 1999 | Česko              | Ján Svorada                  | Lampre–Daikin                      |
| 2000 | Španělsko          | Isaac Gálvez                 | Kelme–Costa Blanca                 |
| 2001 | Dánsko             | Tayeb Braikia                | Lotto–Adecco                       |
| 2002 | Itálie             | Massimo Strazzer             | Phonak                             |
| 2003 | Brazílie           | Luciano Pagliarini           | Lampre                             |
| 2004 | Francie            | Jérôme Pineau                | Brioches La Boulangère             |
| 2005 | Španělsko          | Iván Gutiérrez               | Illes Balears–Banesto              |
| 2006 | Španělsko          | Francisco Pérez              | Caisse d'Epargne–Illes Balears     |
| 2007 | Rusko              | Eduard Vorganov              | Karpin–Galicia                     |
| 2008 | Argentina          | Juan José Haedo              | Team CSC                           |
| 2009 | Nový Zéland        | Greg Henderson               | Team Columbia–High Road            |
| 2010 | Nizozemsko         | Theo Bos                     | Cervélo TestTeam                   |
| 2011 | Itálie             | Matteo Pelucchi              | Geox–TMC                           |
| 2012 | Austrálie          | Michael Matthews             | Rabobank                           |
| 2010 | Austrálie          | Mark Renshaw                 | Blanco Pro Cycling                 |
| 2014 | Irsko              | Sam Bennett                  | NetApp–Endura                      |
| 2015 | Spojené království | Mark Cavendish               | Etixx–Quick-Step                   |
| 2016 | Austrálie          | Leigh Howard                 | IAM Cycling                        |
| 2017 | Dánsko             | Magnus Cort                  | Orica–Scott                        |
| 2018 | Austrálie          | Caleb Ewan                   | Mitchelton–Scott                   |
| 2019 | Německo            | Pascal Ackermann             | Bora–Hansgrohe                     |
| 2020 | Německo            | Pascal Ackermann             | Bora–Hansgrohe                     |
| 2021 | Itálie             | Giacomo Nizzolo              | Team Qhubeka Assos                 |
| 2022 | Norsko             | Alexander Kristoff           | Intermarché–Wanty–Gobert Matériaux |
| 2023 | Itálie             | Matteo Moschetti             | Q36.5 Pro Cycling Team             |
| 2024 | Nizozemsko         | Olav Kooij                   | Visma–Lease a Bike                 |
| 2025 | Belgie             | Milan Fretin                 | Cofidis                            |